# گرولزهوفن
شهر گرولزهوفندر ایالت بایرن در کشور آلمان واقع شده‌است.